# Cladopodanthus heterophyllus
Cladopodanthus heterophyllus là một loài Rêu trong họ Dicranaceae. Loài này được (M. Fleisch.) E.B. Bartram mô tả khoa học đầu tiên năm 1943.